# فرودگاه منیتو میچل
فرودگاه منیو میچل (به انگلیسی: Manito Mitchell Airport) یک فرودگاه همگانی بهره‌برداری هوایی است که یک باند فرود آسفالت دارد و طول باند آن ۸۴۹ متر است. این فرودگاه در کشور ایالات متحده آمریکا قرار دارد و در ارتفاع ۱۵۳ متری از سطح دریا واقع شده‌است.